# Lindisfarne, Montana
Lindisfarne är en ort i Lake County, Montana, USA.